# گلوتاکونیل-کوآ
گلوتاکونیل-کوآ (به انگلیسی: Glutaconyl-CoA) با فرمول شیمیایی C۲۶H۴۰N۷O۱۹P۳S یک ترکیب شیمیایی با شناسه پاب‌کم ۹۵۴۳۰۵۰ است. که جرم مولی آن ۸۷۹٫۶۲ g/mol می‌باشد. 